# Areios (Mythologie)
Areios (altgriechisch Ἄρειος Áreios) ist eine Figur der griechischen Mythologie.
Er stammte aus Argos und war der Sohn von Bias und Pero. Zusammen mit seinen Brüdern Talaos und Leodokos nahm er an der Fahrt der Argonauten teil.